# 古今亭菊龍
古今亭 菊龍（ここんてい きくりゅう、1952年〈昭和27年〉4月29日 - ）は、落語協会所属の落語家。神奈川県横浜市磯子区出身。本名∶皆川 修一。出囃子∶二上がり甚句、定紋∶総陰鬼蔦。

## 経歴
横浜市立金沢高等学校卒業。立正大学文学部を中退し、ラジオ局でアシスタントディレクターとして落語の演芸番組を手掛ける。
1973年4月に二代目古今亭圓菊に入門、菊次と名乗る。
1978年3月、金原亭馬治、夢月亭歌麿と共に二ツ目に昇進し菊龍に改名。
1987年3月に金原亭馬治、柳家〆治、古今亭志ん彌と共に真打昇進。

## 芸歴
- 1973年4月 - 二代目古今亭圓菊に入門、前座名「菊次」。
- 1978年3月 - 二ツ目昇進、「菊龍」に改名。
- 1987年3月 - 真打昇進。